# 伊薩山市政府
伊薩山市政府（英語：City of Mount Isa）是澳大利亞昆士蘭州西北部之伊薩山的地方政府，轄境西部與北領地相鄰；出產鉛、銅、銀、鋅，礦產豐富；牧牛與觀光也是境內的重要產業。